# 西サハラの国旗

西サハラの旗は反対側向きに紹介されることもある

西サハラの国旗（サハラ・アラブ民主共和国の国旗）は、黒・白・緑の横三色の旗。白い帯の中央に赤い三日月と星が描かれ、旗竿側（ホイスト）に赤い三角形が配置されている。汎アラブ色の黒・白・緑・赤に、イスラム教の象徴である三日月と星を組み合わせたものである。この旗は元来、アルジェリアに支援されアルジェリアを拠点とするポリサリオ戦線の旗でもあり、1976年2月27日（ポリサリオ戦線がサハラ・アラブ民主共和国の樹立を宣言した日）に「国旗」として制定され、1991年6月に若干修正された。
サハラ・アラブ民主共和国が独立を主張している西サハラの大半はモロッコが実効支配しており、西サハラで実際に見られる旗はほとんどがモロッコの国旗である。
サハラ・アラブ民主共和国政府は1987年6月に公式な国旗の描き方を公開している。縦横比は1:2で、赤い三角形の横幅は旗全体の横幅の3分の1になっている。旗の裏側には、三日月と星は描かれていない。

?現在の国旗（縦横比2:3の別タイプ）

## 歴史的な旗

?1875年 - 1931年
?1931年 - 1936年
?1936年 - 1938年
?1938年 - 1945年
?1945年 - 1977年
?1977年 - 1979年
２:３